# Ludovika (keresztnév)
A Ludovika a Lajos férfinév latinosított alakjának (Ludovicus) női párja. Latin nyelvekből származó névváltozata a Lujza (Louise, Luisa).

## Gyakorisága
Az 1990-es években szórványos név, a 2000-es években nem szerepel a 100 leggyakoribb női név között.

## Névnapok
- január 31.[2]
- március 15.[2]
- június 9.[2]
- szeptember 13.[2]
- október 1.[2]

## Híres Ludovikák
- Mária Ludovika spanyol infánsnő (1745–1792), II. Lipót császár felesége, magyar és cseh királyné.
- Habsburg–Estei Mária Ludovika főhercegnő (1787–1816), I. Ferenc császár harmadik felesége, magyar és cseh királyné.
- Mária Ludovika Leopoldina osztrák főhercegnő (1791–1847), I. Ferenc osztrák császár leánya, Mária Lujza néven I. Napóleon francia császár második felesége.
- Mária Ludovika Vilma bajor királyi hercegnő (1808–1892), Erzsébet királyné édesanyja.